# Мартинес Праданос, Хулио
Хулио Мартинес Праданос (исп. Julio Martínez Prádanos; 23 июня 1923 — 2 января 2008) — чилийский спортивный журналист, известный преимущественно как футбольный комментатор. Его именем назван Национальный стадион Чили.
Дебютировал как спортивный радиожурналист в 1945 году, публиковал статьи о спорте в ряде газет. С 1966 года работал как телевизионный комментатор, в последний раз выступив в этом качестве 5 мая 2007 года.
Обладатель множества национальных премий, в том числе Национальной премии спортивной журналистики (1970) и Национальной премии журналистики (1995), а также премии Чилийской академии языка (1988) за языковую правильность репортажей.
После смерти журналиста в его честь была переименована одна из улиц в городской коммуне Индепенденсия, а спустя полгода его имя было присвоено главному футбольному стадиону страны.